# محب‌الله صمیم
محب‌الله صمیم (زادهٔ ۱۹۶۵) سیاست‌مدار اهل افغانستان است. وی والی سابق ولایت پکتیکای افغانستان بود.